# Listă de localități din cantonul Aargau
- Această pagină este o listă de localități (municipalități sau comune) din cantonul Aargau.  În anul 2009, existau 229 de localități, grupate în 11 districte.

## Cele 229 de municipalități/comune
- Aarau
- Aarburg
- Abtwil
- Ammerswil
- Aristau
- Arni
- Attelwil
- Auenstein
- Auw
- Bad Zurzach
- Baden
- Baldingen
- Beinwil (Freiamt)
- Beinwil am See
- Bellikon
- Bergdietikon
- Berikon
- Besenbüren
- Bettwil
- Biberstein
- Birmenstorf
- Birr
- Birrhard
- Birrwil
- Böbikon
- Boniswil
- Boswil
- Bottenwil
- Böttstein
- Bözberg
- Bözen
- Bremgarten
- Brittnau
- Brugg
- Brunegg
- Buchs
- Bünzen
- Burg
- Büttikon
- Buttwil
- Densbüren
- Dietwil
- Dintikon
- Dottikon
- Döttingen
- Dürrenäsch
- Effingen
- Eggenwil
- Egliswil
- Ehrendingen
- Eiken
- Elfingen
- Endingen
- Ennetbaden
- Erlinsbach
- Fahrwangen
- Fischbach-Göslikon
- Fisibach
- Fislisbach
- Freienwil
- Frick
- Full-Reuenthal
- Gansingen
- Gebenstorf
- Geltwil
- Gipf-Oberfrick
- Gontenschwil
- Gränichen
- Habsburg
- Hägglingen
- Hallwil
- Hausen bei Brugg
- Hellikon
- Hendschiken
- Herznach
- Hirschthal
- Holderbank
- Holziken
- Hornussen
- Hunzenschwil
- Islisberg
- Jonen
- Kaiseraugst
- Kaiserstuhl
- Kaisten
- Kallern
- Killwangen
- Kirchleerau
- Klingnau
- Koblenz
- Kölliken
- Künten
- Küttigen
- Laufenburg
- Leibstadt
- Leimbach
- Lengnau
- Lenzburg
- Leuggern
- Leutwil
- Lupfig
- Magden
- Mägenwil
- Mandach
- Meisterschwanden
- Mellikon
- Mellingen
- Menziken
- Merenschwand
- Mettauertal
- Möhlin
- Mönthal
- Moosleerau
- Möriken-Wildegg
- Muhen
- Mühlau
- Mülligen
- Mumpf
- Münchwilen
- Murgenthal
- Muri
- Neuenhof
- Niederlenz
- Niederrohrdorf
- Niederwil
- Oberentfelden
- Oberhof
- Oberkulm
- Oberlunkhofen
- Obermumpf
- Oberrohrdorf
- Oberrüti
- Obersiggenthal
- Oberwil-Lieli
- Oeschgen
- Oftringen
- Olsberg
- Othmarsingen
- Reinach
- Reitnau
- Rekingen
- Remetschwil
- Remigen
- Rheinfelden
- Rietheim
- Riniken
- Rothrist
- Rottenschwil
- Rudolfstetten-Friedlisberg
- Rüfenach
- Rümikon
- Rupperswil
- Safenwil
- Sarmenstorf
- Schafisheim
- Scherz
- Schinznach-Bad
- Schinznach
- Schlossrued
- Schmiedrued
- Schneisingen
- Schöftland
- Schupfart
- Schwaderloch
- Seengen
- Seon
- Siglistorf
- Sins
- Sisseln
- Spreitenbach
- Staffelbach
- Staufen
- Stein
- Stetten
- Strengelbach
- Suhr
- Tägerig
- Tegerfelden
- Teufenthal
- Thalheim
- Turgi
- Ueken
- Uerkheim
- Uezwil
- Unterentfelden
- Unterkulm
- Unterlunkhofen
- Untersiggenthal
- Veltheim
- Villigen
- Villmergen
- Villnachern
- Vordemwald
- Wallbach
- Waltenschwil
- Wegenstetten
- Wettingen
- Widen
- Wiliberg
- Windisch
- Wislikofen
- Wittnau
- Wohlen
- Wohlenschwil
- Wölflinswil
- Würenlingen
- Würenlos
- Zeihen
- Zeiningen
- Zetzwil
- Zofingen
- Zufikon
- Zuzgen